# Ibn Khordadhbeh
Abū l-Qāsim ʿUbayd Allāh ibn Khordādhbeh (Khorasan, 820 circa – 911) è stato un geografo persiano.
Altrimenti detto Ibn Khurradādhbih,  Ibn Khordādhbeh (in persiano ابو القاسم عبید الله اِبْن خُرْداﺫﺑﻪ‎) è stato il primo autore musulmano a scrivere in lingua araba un testo di geografia. Fu anche un funzionario statale di rilievo del IX secolo.
Ibn Khordādhbeh nacque attorno all'820 in Khorasan da una ricca famiglia persiana del nord del Paese (suo padre era stato Wali di al-Maʾmūn per il Ṭabaristān).
Zoroastriano, si convertì all'Islam per compiacere la potente dinastia vizirale persiana dei Barmecidi. Ricevette un'ottima educazione nella cerchia di persone che gravitavano intorno a Isḥāq al-Mawṣilī e fu presto nominato "Direttore delle Poste e delle Informazioni" (Ṣāhib al-barīd wa l-khabar ) della provincia del Jibāl, nel nord-ovest della Persia all'epoca del califfo abbaside al-Muʿtamid e agì in tale veste tra l'869 e l'885). In quanto responsabile del barīd (ebbe in seguito responsabilità ancora maggiori a Baghdad e Sāmarrāʾ), Ibn Khordādhbeh era il responsabile del controspionaggio califfale.
Verso l'870, mettendo a frutto le conoscenze acquisite nel suo lavoro, Ibn Khordādhbeh scrisse il suo capolavoro, il Kitāb al-masālik wa al-mamālik (Il libro delle strade e dei Reami) nel quale descrisse i differenti popoli e le varie province del califfato. Opera questa assai importante anche perché è l'unica a descrivere le attività dei mercanti Radaniti, di cultura ebraica, su cui scrisse con intelligenza e dottrina lo storico arabista francese Claude Cahen.
Ibn Khordādhbeh morì nel 911.